# Rhionaeschna biliosa
Rhionaeschna biliosa är en trollsländeart som först beskrevs av Kennedy 1938.  Rhionaeschna biliosa ingår i släktet Rhionaeschna och familjen mosaiktrollsländor. Inga underarter finns listade i Catalogue of Life.